# 札幌ホッケークラブ
札幌ホッケークラブ（Sapporo Hockey Club）は、北海道札幌市をホームタウンとするアイスホッケーの社会人クラブチームである。

## 概略
前身は日本アイスホッケーリーグ優勝経験のある企業チーム。現在は札幌アイスホッケー連盟が主催する公式試合を中心に活動し、札幌代表として北海道内の大会にも参加している。練習は札幌市内の月寒体育館、星置スケート場や真駒内アイスアリーナで行っている。大手企業主導による下支えのないアイスホッケーチームで、複数の企業から募った広告収益や、個人からの会費収益の確保も並行して取り組んでいる。

## 歴史

### 岩倉組
元母体は苫小牧市を本拠としていた岩倉組（現：イワクラ）アイスホッケー部。第1回日本アイスホッケーリーグ（1966年）で優勝するなど名門チームとして知られていたが、1979年に休部。

### 雪印
岩倉組休部後は雪印乳業が選手を引き受けた上で札幌市に移転。日本リーグの名門チームとして名を馳せて、自社リンク「雪印スケートセンター」を設けるなど、ソフト・ハード面でも充実したチームとして知られた。
1984年1月の全日本アイスホッケー選手権大会では初めて2位となった。
しかし、2000年に発生した集団食中毒事件の経営責任を取って同社はスポーツ活動を自粛。アイスホッケー部もそのあおりを受けて2000/01シーズンを最後に雪印チームとしては幕を下ろした。

### 札幌ポラリス（第1期）
雪印廃部後は地元札幌市民が中心となってチームを引き継ぎ、クラブチーム「札幌アイスホッケークラブ・札幌ポラリス」として2001/02シーズンの日本リーグに参戦したが、資金繰りが悪化しわずか1年で（岩倉組→雪印と合せると36年間に渡った）日本リーグからの撤退を余儀なくされる。2003/04シーズンの参加を目指して資金集めに奔走したが日本リーグ（アジアリーグ）への参戦のメドが立たず、運営会社母体の札幌アイスホッケークラブは解散した。

### 札幌イーガー・ビーバーズ
その後、STVラジオのパーソナリティで銀座園代表取締役の牧泰昌を理事長として任意団体・札幌イーガー・ビーバーズとして改めて設立。2003年に元西武鉄道の選手で日光アイスバックスの監督経験者である若林修を監督に迎え入れ、2004年には全日本選手権にも出場。埼玉栄高校、東洋大学を征し、日光アイスバックスに敗れたものの全国ベスト8に入る。その後、NPO法人の認証を受ける。

### 札幌ポラリス（第2期）
2004年にフロントと若林が対立し袂を分かった。フロント側はポラリスの名称を復活させ、札幌のアイスホッケー文化の定着を念頭に置いた地域密着型のチーム運営を目指して地域リーグレベルの大会に参加した。2006年には同じ札幌市をホームタウンとするサッカー・Jリーグのコンサドーレ札幌と相互協力提携を結ぶ。
2005年にスタートした日本リーグ北海道（J-ice-north）にも参戦し、第1回の2005/06シーズンは準優勝。2006/07および2007/08シーズンは4位だった。
全日本選手権では、長野で行われた2005年大会は3回戦でサーパス穴吹IHC（現香川アイスフェローズ）に敗れ、地元札幌開催の2006年大会ではインカレ1位の東洋大学に敗れ、青森で行われた2007年大会は東洋大学と再び対戦しこれも敗れて、いずれも全国ベスト8を逃している。

### 札幌アイスホッケークラブ
アジアリーグ参戦へ向けての資金を得る事はできず、加えてリーグ戦でも苦戦が続いて選手の流出も続いたため、NPO法人での活動は困難を極めた。2008年を以ってNPO法人は解散し、10月より任意団体「札幌アイスホッケークラブ」として再出発した。Jアイスノースリーグでは2008/09、2009/10シーズンとも4位。

### 札幌ホッケークラブ
2010年4月にチーム名を「札幌ホッケークラブ」に改称。
2016年現在は札幌アイスホッケークラブリーグに所属。
2020-21シーズン、Jアイス・ノース・ディビジョンに復帰。

## 主な成績

### 獲得タイトル
- 日本リーグ : 2回
1966-67、1967-68
- 全日本選手権 : 5回
1956-57、1960-61、1962-63、1964-65、1966-67
- 札幌アイスホッケー選手権大会[5]

2004、2005、2006、2007、2008、2009
- 札幌市民体育大会アイスホッケー競技[5]
2005、2006、2007、2009、2010
- 札幌アイスホッケークラブリーグ[5]
2010-11、2011-12